# خوسيه أنطونيو كرسبو
خوسيه أنطونيو كرسبو (بالإسبانية: José Antonio Crespo Ortiz)‏ هو لاعب كرة الريشة إسباني، ولد في 24 يونيو 1977 في Arroyo de la Miel ‏ في إسبانيا.

## وصلات خارجية
- خوسيه أنطونيو كرسبو على موقع BWF.tournamentsoftware.com (الإنجليزية)
- خوسيه أنطونيو كرسبو على موقع BWFbadminton.com (الإنجليزية)
- خوسيه أنطونيو كرسبو على موقع اللجنة الأولمبية الدولية (الإنجليزية)
- خوسيه أنطونيو كرسبو على موقع أوليمبيديا (الإنجليزية)
- خوسيه أنطونيو كرسبو على موقع اللجنة الأولمبية الإسبانية (الإسبانية)